# Deutsche Umweltstiftung
Die Deutsche Umweltstiftung ist eine deutsche Stiftung mit Sitz in Berlin, die seit 1982 besteht.

## Ziele
Ihre über 3.500 Stifter fördern mit ihrem Beitrag unter dem Stiftungsmotto „Hoffnung durch Handeln“ Initiativen im Bereich des praktischen Umweltschutzes und der Förderung des Umweltbewusstseins. Sie bezeichnet sich als ungebunden, politisch und wirtschaftlich unabhängig. Sie gilt als eine der größten sowie ältesten Bürgerstiftungen in Deutschland.

## Geschichte
Die Organisation wurde am 31. März 1982 in Mainz auf Initiative ihres langjährigen Vorsitzenden Hans Günter Schumacher von 450 Stiftern aus Wissenschaft, Politik, Medien und Umweltbewegung gegründet, darunter Erhard Eppler, Günter Grass, Bernhard Grzimek, Udo Simonis, Horst Stern und Ernst Ulrich von Weizsäcker.
Seit ihrer Gründung hatte die Stiftung ihren Sitz in Germersheim, 2011 zog sie auf die Burg Guttenberg in Haßmersheim, und 2013 nach Berlin in das Haus für Demokratie und Menschenrechte. Die Stiftungsarbeit wird seit der Gründung prinzipiell ehrenamtlich geleistet. Der Vorstand besteht aus Hans Leo Bader, Ute Vogt, Anke Strauß, Thea Luise Uhlich und Katharina Rapp.
Die Stiftung vergab den Buchpreis Umweltbuch des Jahres (2011–2016) und den Umweltpreis für Journalisten  (1982–2006). Sie ist Trägerin des Berlin Instituts für Partizipation (bipar).